# Jukka Hakala
Jukka Hakala (Kokkola, 7 de novembro de 1977) é um futebolista finlandês que já atuou no KPV, IK Start, Sogndal IL, TP-47, e no Notodden FK.